# Sueki Tanaka
Sueki Tanaka (né le 5 janvier 1947) est un athlète japonais, spécialiste des courses de fond.

## Biographie
Il remporte la médaille d'or du marathon lors des championnats d'Asie 1975, à Séoul. 

### Palmarès
| Date | Compétition         | Lieu  | Résultat | Épreuve  | Performance    |
| ---- | ------------------- | ----- | -------- | -------- | -------------- |
| 1975 | Championnats d'Asie | Séoul | 1er      | Marathon | 2 h 32 min 6 s |

### Records
| Épreuve  | Performance     | Lieu | Date             |
| -------- | --------------- | ---- | ---------------- |
| Marathon | 2 h 14 min 51 s | Oita | 1er février 1976 |